# Marcus Bühl

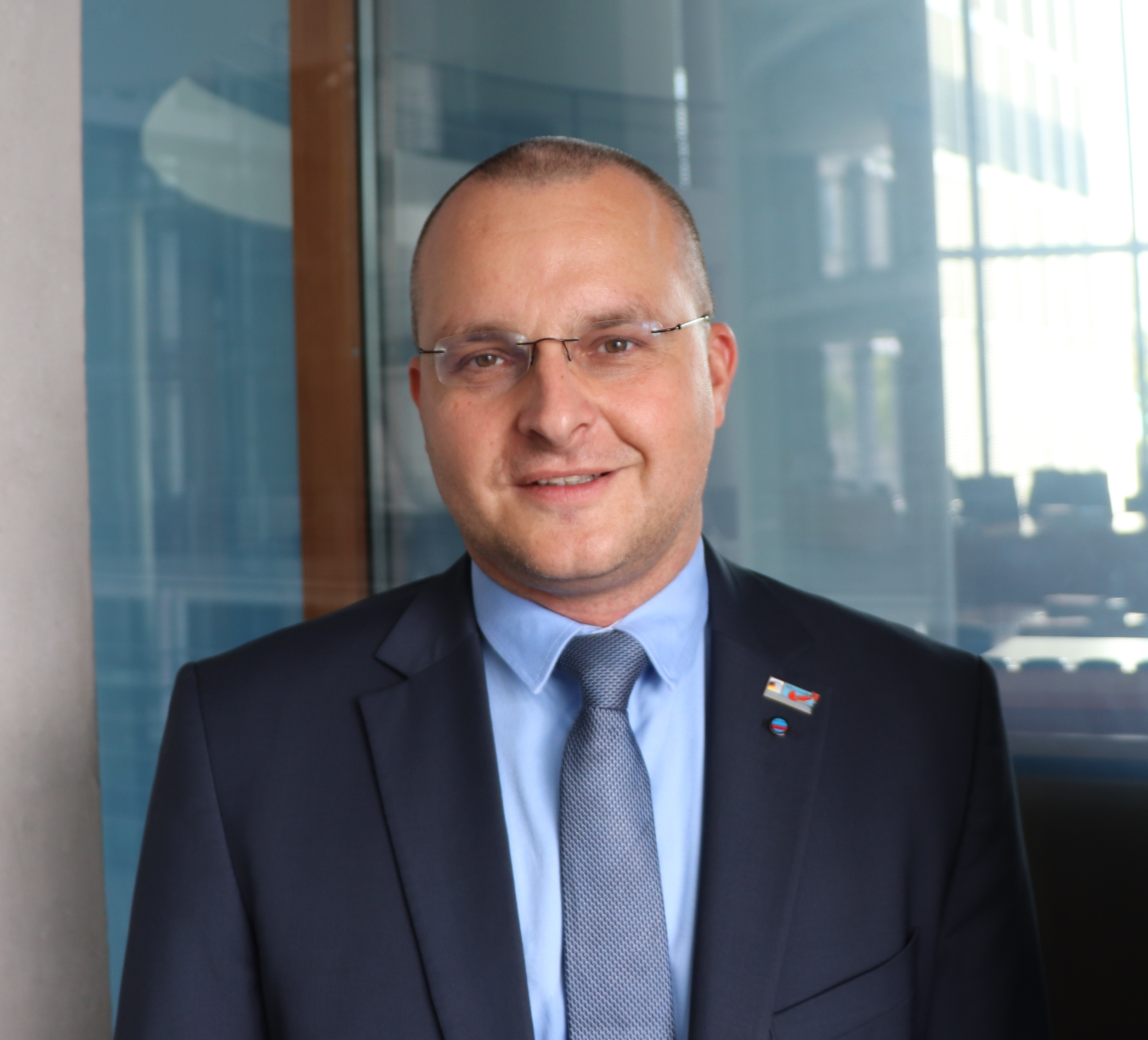
Marcus Bühl em 2019

Marcus Bühl (nascido em 29 de abril de 1977) é um político alemão. Nasceu em Ilmenau, Turíngia, e representa a Alternativa para a Alemanha (AfD). Marcus Bühl é membro do Bundestag do estado da Turíngia desde 2017.

## Vida
Ele tornou-se membro do bundestag após as eleições federais alemãs de 2017. Ele é membro do comité de orçamento.